# Michel Ruhl
Pour les articles homonymes, voir Ruhl.
Michel Ruhl est un acteur français, né le 2 février 1934 dans le 17e arrondissement de Paris et mort le 15 janvier 2022 à Guérande (Loire-Atlantique).

## Biographie
Michel Théophile Henry Petit naît le 2 février 1934 à Paris 17e.
Il se fait notamment remarquer par son interprétation de Jean de Plessis-Vaudreuil dans la série Au plaisir de Dieu de Robert Mazoyer.
Michel Ruhl fait ses débuts en 1952 sous la direction de Gérard Philipe. Il tient son premier rôle important en 1959 dans Le Long Voyage vers la nuit au Théâtre Hébertot de Paris.
Il débute au cinéma en 1963 dans le rôle de titre dans Ton ombre est la mienne d'André Michel, en tant que partenaire de Jill Hayworth. Cette prestation est suivie par celle du méchant Rudolf Niemeyer dans Nick Carter et le Trèfle rouge aux côtés d'Eddie Constantine, et en 1966 à nouveau avec un rôle majeur dans  Nouveau journal d'une femme en blanc de Claude Autant-Lara.
Le public du petit écran le connaît pour son rôle de Lysandre dans le téléfilm Le Songe d'une nuit d'été de Jean-Christophe Averty, aux côtés de Claude Jade et Christine Delaroche, et pour celui de Jean de Plessis-Vaudreuil dans la mini-série Au plaisir de Dieu en 1977. Depuis le début des années 1970, le cinéma ne lui a permis d'exprimer son talent que dans les petits rôles de soutien (Police Python 357, La Menace, Mort d'un pourri, La Provinciale, Les Roseaux sauvages).

### Doublage
Michel Ruhl travaille également dans le milieu du doublage. Il est notamment la voix française régulière de James Cromwell, Scott Wilson et Terence Stamp. Il a également doublé de nombreux personnage d'animation et du jeu vidéo dont Fa-Zhou dans le film Mulan, Nestor dans la série Les Aventures de Tintin, Kincho VI dans l'anime Pompoko, Dexion Evicus dans l'extension The Elder Scrolls V: Dawnguard, ou encore Sac-à-Souris dans le jeu The Witcher 3: Wild Hunt.

### Mort
Il meurt à l'âge de 87 ans le 15 janvier 2022 à Guérande (Loire-Atlantique).

## Théâtre
- 1952 : Lorenzaccio d'Alfred de Musset, mise en scène Gérard Philipe, Théâtre national populaire
- 1952 : Les Trois Sœurs d'Anton Tchekhov, mise en scène Hubert Gignoux, Centre dramatique de l'Ouest
- 1957 : Le Triomphe de l'amour de Marivaux, mise en scène Jean Vilar, Théâtre national populaire
- 1958 : Lorenzaccio d'Alfred de Musset, Théâtre national populaire
- 1959 : Le client du matin de Brendan Behan, Théâtre de l'Œuvre
- 1959 : Le Long Voyage vers la nuit d'après Eugene O'Neill, mise en scène Marcelle Tassencourt, Théâtre Hébertot
- 1960 : Le Long Voyage vers la nuit d'après Eugene O'Neill, mise en scène Marcelle Tassencourt, Théâtre Marigny
- 1960 : Procès à Jésus de Diego Fabbri, tournée
- 1960 : Phèdre de Jean Racine, mise en scène Jean-Paul Le Chanois, Festival du Jeune Théâtre (Liège), ATP d'Aix-en-Provence
- 1961 : Phèdre de Jean Racine, mise en scène Jean-Paul Le Chanois, Théâtre du Vieux-Colombier
- 1961 : La Tragédie de Jules César de William Shakespeare, mise en scène Jean Marchat, Festival d'Art dramatique (Angers)
- 1961 : Le Marchand de Venise de William Shakespeare, mise en scène Marguerite Jamois, Théâtre de l'Odéon
- 1962 : Le Marchand de Venise de William Shakespeare, mise en scène Marguerite Jamois, Théâtre de l'Odéon
- 1962 : Tartuffe ou l'Imposteur de Molière, mise en scène Roger Planchon, Théâtre de la Cité de Villeurbanne
- 1963 : Pour Lucrèce de Jean Giraudoux, mise en scène Raymond Gérôme, Festival de Bellac
- 1965 : La Dame de chez Maxim de Georges Feydeau, mise en scène Jacques Charon, Théâtre du Palais-Royal
- 1966 : La Dame de chez Maxim de Georges Feydeau, mise en scène Jacques Charon, Théâtre du Palais-Royal
- 1966 : Henry VI de William Shakespeare, mise en scène Jean-Louis Barrault, Odéon-Théâtre de France
- 1966 : Le Barbier de Séville de Beaumarchais, mise en scène Jean-Pierre Granval, Odéon-Théâtre de France
- 1967 : Henry VI de William Shakespeare, mise en scène Jean-Louis Barrault, Odéon-Théâtre de France
- 1969 : L'Illusion comique de Pierre Corneille, mise en scène Daniel Leveugle, Festival du Marais
- 1970 : Octobre à Angoulême de Jean Thenevin, mise en scène André-Louis Perinetti, Théâtre de la Cité internationale
- 1971 : Octobre à Angoulême de Jean Thenevin, mise en scène André-Louis Perinetti, Théâtre de la Cité internationale
- 1971 : Mon violoncelle pour un cheval de Victor Haïm, mise en scène André-Louis Perinetti, Festival d'Avignon
- 1971 : Bleus, blancs, rouges ou les Libertins de Roger Planchon, mise en scène Roger Planchon, Théâtre de Nice
- 1972 : Richard III de William Shakespeare, mise en scène André-Louis Perinetti, Théâtre de la Cité internationale
- 1972 : Le Marchand de Venise de William Shakespeare, mise en scène Marcelle Tassencourt, Théâtre Montansier
- 1973 : Le Marchand de Venise de William Shakespeare, mise en scène Marcelle Tassencourt, Théâtre Montansier
- 1973 : Le Bourgeois gentilhomme de Molière, mise en scène Jean Le Poulain, Théâtre Mogador
- 1974 : Le Bourgeois gentilhomme de Molière, mise en scène Jean Le Poulain, Versailles
- 1974 : Le Cid de Pierre Corneille, mise en scène de Michel Le Royer, Tournée en France et Hollande
- 1975 : Le Cid de Pierre Corneille, mise en scène de Michel Le Royer, Théâtre Montansier
- 1984 : Horace de Pierre Corneille, mise en scène Jean-Paul Zehnacker, Centre d'action culturelle de Chelles
- 1984 : Entre la raison et le désir... de Jean Racine, mise en scène Anne Delbée, Théâtre de l'Athénée-Louis-Jouvet
- 1987 : Le Marchand de Venise de William Shakespeare, mise en scène Luca Ronconi, Festival d'automne à Paris
- 1989 : L'Aiglon d'Edmond Rostand, mise en scène Anne Delbée, Théâtre des Mathurins
- 1995 : Othello ou le Maure de Venise d'après William Shakespeare, mise en scène Anne Delbée, Théâtre 14 Jean-Marie Serreau
- 1996 : Othello ou le Maure de Venise d'après William Shakespeare, mise en scène Anne Delbée, Théâtre 14 Jean-Marie Serreau
- 1999 : Celui qui a dit non d'Alain Decaux et Alain Peyrefitte, mise en scène Robert Hossein, Palais des congrès de Paris
- 2000 : Celui qui a dit non d'Alain Decaux et Alain Peyrefitte, mise en scène Robert Hossein, Palais des congrès de Paris
- 2000 : Le Dindon de Georges Feydeau, mise en scène Anne Delbée, Théâtre 14 Jean-Marie Serreau
- 2001 : Le Dindon de Georges Feydeau, mise en scène Anne Delbée, Théâtre 14 Jean-Marie Serreau
- 2001 : Coupable ou non coupable d'après Ayn Rand, mise en scène Robert Hossein, Théâtre Marigny

## Filmographie
Sources : Allociné

### Cinéma

#### Longs métrages
- 1961 : Ton ombre est la mienne d'André Michel : Philippe Bergerat
- 1965 : Nick Carter et le trèfle rouge de Jean-Paul Savignac : Rudolf Wedermeyer
- 1966 : Nouveau journal d'une femme en blanc de Claude Autant-Lara
- 1973 : L'Oiseau rare de Jean-Claude Brialy
- 1975 : Maître Pygmalion de Hélène Durand et Jacques Nahum : Pygmalion III
- 1975 : Gloria Mundi de Nico Papatakis
- 1976 : Police Python 357 d'Alain Corneau
- 1976 : Si c'était à refaire de Claude Lelouch
- 1976 : Le Jouet de Francis Veber : le banquier
- 1977 : La Menace d'Alain Corneau : Maître Leverrier
- 1977 : Mort d'un pourri de Georges Lautner
- 1978 : On peut le dire sans se fâcher de Roger Coggio
- 1979 : Le Mouton noir de Jean-Pierre Moscardo : Grenier
- 1980 : L'Œil du maître de Stéphane Kurc : le capitaine
- 1981 : La Provinciale de Claude Goretta
- 1989 : La Passion de Bernadette de Jean Delannoy
- 1994 : Les Roseaux sauvages d'André Téchiné : le marchand de chaussures
- 2009 : Coco Chanel et Igor Stravinsky de Jan Kounen : le baron

#### Courts métrages
- 2013 : Il va faire jour mon amour de Christiane Ludot

### Télévision
- 1959 : En votre âme et conscience :  L'Affaire Benoît" de Claude Barma
- 1965 : Rocambole de Jean-Pierre Decourt, 3e époque, La Belle Jardinière : le prince Volodovine
- 1965 : Seule à Paris (série) de Robert Guez : François
- 1966 : Le train bleu s'arrête 13 fois de Serge Friedman, épisode Beaulieu, le piège : Roland
- 1967 : Adeline Venician de Charles Paolini : Pierre Dejean
- 1967 : Malican, père et fils de Dominique Genee, épisode La rançon : Jacques
- 1969 : Le Songe d'une nuit d'été de Jean-Christophe Averty : Lysandre
- 1970 : Au théâtre ce soir : Le Bourgeois gentilhomme de Molière, mise en scène Jean Le Poulain, réalisation Pierre Sabbagh, Théâtre Marigny : Dorante
- 1973 : Lucien Leuwen de Claude Autant-Lara : le ministre de Vaize
- 1973 : Au théâtre ce soir : La Nuit des rois de William Shakespeare, mise en scène Jean Le Poulain, réalisation Georges Folgoas, Théâtre Marigny : le duc Orsino
- 1974 : Les Grands Détectives de Jean Herman, épisode Rendez-vous dans les ténèbres : Frayling
- 1975 : Une Suédoise à Paris (série)
- 1976 : Erreurs judiciaires, épisode Un innocent aux mains pleines : le juge d'instruction
- 1977 : Cinéma 16 de Pierre Cavassilas, épisode La fortunette : Robert
- 1977 : Au plaisir de Dieu de Robert Mazoyer : Jean, adulte
- 1978 : Le Franc-tireur de Maurice Failevic : Castres
- 1978 : Brigade des mineurs de Peter Kassovitz, épisode Une absence prolongée
- 1978 : À l'ombre d'un soupçon de Jean-Marie Marcel : Guy Perrot
- 1978 : Le temps d'une République de Louis Grospierre, épisode De guerre lasse
- 1978 : Les chemins de l'exil ou Les dernières années de Jean-Jacques Rousseau de Claude Goretta : le duc d'Aumont
- 1978 : Gaston Phébus de Bernard Borderie
- 1978 : Les Enquêtes du commissaire Maigret, épisode : Maigret et le tueur de Marcel Cravenne : le juge d'instruction
- 1979 : Ego de Jean-Marie Marcel : l'imprésario
- 1979 : Le Comte de Monte-Cristo de Denys de la Patellière : Blacas
- 1980 : Opération Trafics de Christian-Jaque, épisode T.I.R. : l'inspecteur Vallée
- 1980 : La fortune des Rougon : Eugène Rougon
- 1980 : Les Amours des années folles de Gérard Espinasse, épisode Le danseur mondain : Hubert Jaffeux
- 1981 : Monsieur Vauban: Homme de guerre, homme de paix de Jacques Vigoureux : Fontenelle
- 1981 : Julien Fontanes, magistrat de Jean Pignol, épisode Un si joli petit nuage : Baudoin-Thomas
- 1982 : Un fait d'hiver de Jean Chapot : Gallois
- 1982 : Le Fou du viaduc de Guy Jorré : le promoteur
- 1982 : Marion de Jean Pignol, épisode Chassez le naturel
- 1983 : Quelques hommes de bonne volonté de François Villiers : M. de Champcenais
- 1983 : Le général a disparu d'Yves-André Hubert
- 1983 : L'Homme de Suez de Christian-Jaque : Hoart
- 1984 : Le scénario défendu de Michel Mitrani
- 1985 : Le regard dans le miroir de Jean Chapot : l'archiviste
- 1986 : L'Affaire Marie Besnard d'Yves-André Hubert : l'avocat général
- 1988 : Les Enquêtes du commissaire Maigret, épisode : Le Chien jaune de Pierre Bureau : le Pommeret
- 1989 : Julien Fontanes, magistrat de Guy-André Lefranc, épisode Les portes s'ouvrent : le juge Bouillette
- 1989 : Orages d'été de Jean Sagols : David Esnault
- 1992 : Hôtel du Parc de Pierre Beuchot : Louis Darquier de Pellepoix
- 1993 : L'Affaire Seznec d'Yves Boisset : Colonel Brest
- 1996 : Les Faux Médicaments : Pilules mortelles d'Alain-Michel Blanc
- 1998 : Villa Vanille de Jean Sagols : le colonel Lauzier
- 2002 : Vu à la télé de Daniel Losset : père de Paul
- 2004 : Maigret de Laurent Heynemann, épisode Maigret en meublé : Valentin Desker
- 2004 : Avocats et Associés de Patrice Martineau, épisode À corps défendant : Honoré Gillain
- 2007 : Épuration de Jean-Louis Lorenzi : le curé
- 2007 : Les Prédateurs de Lucas Belvaux : Jacques Chirac
- 2009 : RIS police scientifique d'Alexandre Laurent, épisode Tueur présumé : Jacques Desmestier
- 2010 : Un village français de Philippe Triboit, épisode Notre père : Docteur Borten
- 2012 : Le juge est une femme d'Alexandre Laurent, épisode Famille en péril : Didier Blaizot
- 2013 : La Dernière Campagne de Bernard Stora : Maurice Ulrich
- 2013 : Profilage de Julien Despaux, épisode Juste avant l'oubli : Demasrais

## Doublage

### Cinéma

#### Films
- James Cromwell dans (11 films) : 
  - L.A. Confidential (1997) : le capitaine Dudley Liam Smith
  - Space Cowboys (2000) : Bob Gerson
  - I, Robot (2004) : Dr Alfred Lanning
  - Mi-temps au mitard (2005) : Warden Hazen
  - The Queen (2006) : le prince Philippe, duc d'Édimbourg
  - Spider-Man 3 (2007) : le capitaine George Stacy
  - W. : L'Improbable Président (2008) : George Bush père
  - Clones (2009) : Dr Lionel Canter
  - Soldiers of Fortune (2012) : Samuel Haussman (sorti directement en DVD)
  - Jurassic World: Fallen Kingdom (2018) : Benjamin Lockwood
  - The Laundromat : L'Affaire des Panama Papers (2019) : Joseph Martin
- Terence Stamp dans (7 films) : 
  - Planète rouge (2000) : Dr Bud Chantilas
  - Le Manoir hanté et les 999 Fantômes (2003) : Ramsley
  - Mon boss, sa fille et moi (2003) : Jack Taylor
  - Elektra (2005) : Stick
  - Walkyrie (2008) : Ludwig Beck
  - Miss Peregrine et les Enfants particuliers (2016) : Abraham "Abe" Portman
  - La Maison biscornue (2017) : inspecteur Taverner
- Jon Voight dans (4 films) :
  - Le Général (1998) : Inspecteur Ned Kenny
  - Lara Croft : Tomb Raider (2001) : Lord Richard Croft
  - Transformers (2007) : Le secrétaire à la défense John Keller
  - Ces différences qui nous rapprochent (2017) :  Earl Hall
- Robert Duvall dans (3 films) : 
  - Thank You for Smoking (2006) : Doak 'The Captain' Boykin
  - Le Juge (2014) : le juge Joseph Palmer
  - Les Veuves (2018) : Tom Mulligan
- Martin Landau dans :
  - Les Joueurs (1998) : Abe Petrovsky
  - The Majestic (2001) : Harry Trimble
- John Lithgow dans : 
  - La Planète des singes : Les Origines (2011) : Charles Rodman
  - Moi, député (2012) : Glen Motch
- Paul Herman dans : 
  - Happiness Therapy (2012) : Randy
  - American Bluff (2013) : Alfonse Simone
- 1978[5] : La Grande Menace : Quinton (Alan Badel)
- 1989 : Le Cercle des poètes disparus : M. Nolan (Norman Lloyd)
- 1993 : Sonatine, mélodie mortelle : Murakawa (Takeshi Kitano)
- 1993 : Sommersby : Dick Mead (R. Lee Ermey)
- 1995 : Braveheart : Lochlan (John Murtagh)
- 1995 : Sabrina : Patrick Tyson (Richard Crenna)
- 1995 : Halloween 6 : Dr Terence Wynn (Mitch Ryan)
- 1996 : Broken Arrow : Général Creely (Daniel von Bargen)
- 1996 : Ace Ventura en Afrique : Burton Quinn (Bob Gunton)
- 1997 : Le Cinquième Élément : Père Vito Cornelius (Ian Holm)
- 1997 : Le Chacal : Woolburton (Leslie Phillips)
- 1999 : Le monde ne suffit pas : Sir Robert King (David Calder)
- 1999 : Le Talentueux Mr Ripley : Alvin MacCarron (Philip Baker Hall)
- 1999 : Stigmata : Père Gianni Delmonico (Dick Latessa)
- 1999 : Mickey les yeux bleus : Philip Cromwell (James Fox)
- 2000 : Hurricane Carter : Leon Friedman (Harris Yulin)
- 2000 : Les Âmes perdues : Père Lareaux (John Hurt)
- 2000 : Un couple presque parfait : Richard Whittaker (Josef Sommer)
- 2000 : Y a-t-il un flic pour sauver l'humanité ? : Le secrétaire Osgood (David Fox)
- 2000 : La Rumeur des anges : Dr. Sam Jenkins (George Coe)
- 2001 : Le Tombeau : Cardinal Pesci (John Wood)
- 2001 : Vengeance secrète : Duguay (Garrick Hagon)
- 2001 : Spy Game, jeu d'espions : Troy Folger (Larry Bryggman)
- 2001 : Les Autres : le premier assistant (Gordon Reid)
- 2001 : L'Échine du Diable : Casares (Federico Luppi)
- 2001 : Mulholland Drive : le compagnon d'Irène (Dan Birbaum)
- 2002 : Amours suspectes : Barrymore Smith (Richard Briers)
- 2003 : Daredevil : Le Juge (Louis Bernstein)
- 2003 : Johnny English : Le prêtre (Neville Phillips) et l'évêque Welsh (Clive Graham)
- 2003 : La blonde contre-attaque : Sid Post (Bob Newhart)
- 2004 : Vipère au poing : l'Abbé Traquet (Richard Bremmer)
- 2004 : Le Fantôme de l'Opéra : Lefevre (James Fleet)
- 2004 : Capitaine Sky et le Monde de demain : Rédac-chef Paley (Michael Gambon)
- 2005 : Adieu Cuba : Don Federico Fellove (Tomás Milián)
- 2005 : Le Monde de Narnia : Le Lion, la Sorcière blanche et l'Armoire magique : Pr Digory Kirke (Jim Broadbent)
- 2006 : American Dreamz : Maître d'hôtel White House (Lawrence Pressman)
- 2006 : Hollywoodland : Art Weissman (Jeffrey DeMunn)
- 2007 : À la croisée des mondes : La Boussole d'or : le maître (Jack Shepherd (en))
- 2008 : Braquage à l'anglaise : Miles Urquhart (Peter Bowles)
- 2008 : Le Garçon au pyjama rayé : le grand-père (Richard Johnson)
- 2009 : Brothers : Hank Cahill (Sam Shepard)
- 2009 : Dans ses rêves : Tom Stevens (Ronny Cox)
- 2009 : Les Noces rebelles : Monsieur Givings (Richard Easton)
- 2009 : X-Men Origins : Wolverine : le général Munson (Stephen Leeder)
- 2009 : Sherlock Holmes : Capitaine Philips (James A. Stephens)
- 2010 : The American : Le prêtre
- 2011 : Butter : Orval Flanagan (Garrett Schenck) (enregistré en 2013)
- 2011 : X-Men : Le Commencement : le secrétaire d'État (Ray Wise)
- 2011 : Monsieur Popper et ses pingouins : lecteur (Dominic Chianese)
- 2011 : This Must Be the Place : Alois Lange, l'allemand traqué (Heinz Lieven)
- 2011 : Wu Xia : le gérant de la quincaillerie (Zheng-Yuan Zhang)
- 2012 : Abraham Lincoln, chasseur de vampires : le pasteur (Bill Martin Williams)
- 2012 : Lincoln : Joshiah Beanpole Burton (Raynor Scheine)
- 2012 : The Dark Knight Rises : Père Reilly (Chris Ellis)
- 2013 : L'Extravagant Voyage du jeune et prodigieux T. S. Spivet : PDT Smithsonian (James Bradford)
- 2013 : Phantom : le prêtre (Jacob Witkin)
- 2016 : Pee-wee's Big Holiday : Brown le fermier (Hal Landon Jr.)
- 2017 : Braquage à l'ancienne : Milton Kupchak (Christopher Lloyd)
- 2017 : Confident royal : Sir Henry Ponsonby (Tim Pigott-Smith)
- 2018 : Downsizing : voix additionnelles
- 2018 : Hostiles : Cyrus Lounde (Scott Wilson)
- 2018 : Les Animaux fantastiques : Les Crimes de Grindelwald : Rudolph Spielman (Wolf Roth)
- 2020 : Sa dernière volonté : George Schultz (Julian Gamble)

#### Films d'animation
- 1994[6] : Pompoko : Kinchō Daimyōjin VI
- 1998 : Mulan : Fa-Zhou
- 2000 : Le Gâteau magique : Bill
- 2001 : Atlantide, l'empire perdu : Fenton Q. Harcourt
- 2003 : Sinbad : La Légende des sept mers : le roi Dymas
- 2003 : Wonderful Days : Dr Noé
- 2004 : Mulan 2 : La Mission de l'Empereur : Fa-Zhou
- 2005 : Pompoko : Kincho
- 2010 : Dragon Ball Z : Le Plan d'éradication des Super Saïyens : le narrateur (OAV, issue du jeu Dragon Ball: Raging Blast 2)
- 2011 : Dragon Ball : Épisode de Bardock : le narrateur
- 2013 : Le vent se lève : Hattori
- 2013 : Dragon Ball Z: Battle of Gods : le narrateur
- 2014 : Planes 2 : Old Jammer
- 2018 : Flavors of Youth : voix additionnelles

### Télévision

#### Téléfilms
- 2003 : Hitler : La Naissance du mal : le commissaire Gustav von Kahr (Terence Harvey)
- 2005 : Les Rois maudits
- 2007 : Ouragan nucléaire : Bob (Gil Gerard)
- 2013 : Mensonges et faux semblants : Juge Sumpter (James Cromwell)
- 2014 : Warren Jeffs : Le Gourou polygame : Rulon Jeffs (Martin Landau)
- 2015 : Une famille pour Noël : Harold Wainright (Michael St. John Smith)

#### Séries télévisées
- James Cromwell dans :
  - Urgences (2001) : l'archevêque Stewart (saison 7, 4 épisodes)
  - Angels in America (2003) : Henry (mini-série)
  - Six Feet Under (2003-2005) : George Sibley (27 épisodes)
  - À la Maison-Blanche (2004) : le président D. Wire Newman (saison 5, épisode 10)
  - 24 Heures chrono (2007) : Philip Bauer (saison 6, 8 épisodes)
  - Mon meilleur ennemi (2008) : Alistair Trumbull (6 épisodes)
  - Boardwalk Empire (2012-2013) : Andrew W. Mellon (4 épisodes)
  - American Horror Story (2012-2013) : Dr Arthur Arden (saison 2, 12 épisodes)
  - Do No Harm (2013) : Dr Phillip Charmelo (3 épisodes)
  - First Murder (2014-2015) : Warren Daniels (10 épisodes)
  - Berlin Station (2018-2019) : Gilbert Dorn (saison 3, 4 épisodes)

- Don S. Davis dans :
  - X-Files : Aux frontières du réel (1994) : le capitaine William Scully (saison 1, épisode 13 et saison 2, épisode 8)
  - Stargate SG-1 (2001-2007) : le major général George Hammond (2e voix, saisons 5 à 10)
  - Stargate Atlantis (2004) : le major général George Hammond (saison 1, épisode 8)
  - Dead Zone (2005-2006) : le sénateur Harlan Ellis (3 épisodes)

- Scott Wilson dans :
  - Les Experts (2001-2006) : Sam Braun (9 épisodes)
  - Justified (2011) : Frank Reasoner (saison 2, épisode 6)
  - The Walking Dead (2011-2018) : Hershel Greene (38 épisodes)
  - Harry Bosch (2014-2015) : Dr Paul Guyot (saison 1, 3 épisodes)

- Jerry Adler dans :
  - Les Soprano (1999-2007) : Herman « Hesh » Rabkin (28 épisodes)
  - Un père peut en cacher un autre (en) (2001-2002) : Sam Stewart (22 épisodes)
  - The Good Wife (2011-2016) : Howard Lyman (30 épisodes)
  - The Good Fight (2017-2018) : Howard Lyman (saison 1, épisode 1 et saison 2, épisode 1)

- Ronny Cox dans :
  - Espions d'État (2001) : le directeur Alex Pierce (11 épisodes)
  - Desperate Housewives (2006) : Henry Mason (saison 2, épisode 19)
  - Starter Wife (2008) : Pappy McAllister (5 épisodes)

- Philip Baker Hall dans :
  - Pasadena (2001) : George Greese Greeley (7 épisodes)
  - FBI : Portés disparus (2002) : Noah Ridder (saison 1, épisode 6)

- Bruce French dans :
  - Ally McBeal (2001) : Simon McAllister (saison 5, épisodes 1 à 3)
  - Preuve à l'appui (2003) : Samuel Horton (saison 2, épisode 10)

- Dabney Coleman dans :
  - Le Protecteur (2001-2004) : Burton Fallin (67 épisodes)
  - Alex Rose (2006) : Bill Rose / Jack Atwell (13 épisodes)

- David Clennon dans :
  - LAX (2004) : Ralph Gravis (3 épisodes)
  - Grey's Anatomy (2007) : Jack Shandley (saison 4, épisode 5)

- Tom Skerritt dans :
  - The Closer : L.A. enquêtes prioritaires (2009) : l'inspecteur Joey « O » Olin (saison 5, épisode 8)
  - Leverage (2010 / 2012) : Jimmy Ford (saison 3, épisode 9 et saison 4, épisode 17)

- John Cullum dans :
  - The Middle (2009-2018) : Big Mike (9 épisodes)
  - Madam Secretary (2017) : le sénateur Beau Carpenter (4 épisodes)

- Julian Glover dans :
  - Game of Thrones (2013-2016) : Mestre Pycelle (2e voix, saisons 3 à 6)
  - Black Earth Rising (2018) : Mark Viner (3 épisodes)

- 1989-1991 / 2017 : Twin Peaks : Dr Will Hayward (Warren Frost) (31 épisodes)
- 1993-1994 : Hôpital central : Edward Quartermaine (John Ingle)
- 1993-1998 : Homicide : le capitaine Roger Gaffney (Walt MacPherson) (21 épisodes)
- 1994-1996 : Une maman formidable : John Shirley (Paul Dooley) (22 épisodes)
- 1994 / 2002 : X-Files : Aux frontières du réel : Steve Humphreys (Tom O'Rourke) (saison 1, épisode 20), Toothpick Man (Alan Dale) (saison 9)
- 1996 : Inspecteur Derrick : Karl Luserke (Ralf Schermuly) (saison 23, épisode 7 : La chambre vide)
- 1996-2003 : Sept à la maison : Charles Jackson (Graham Jarvis) (16 épisodes)
- 1996-2005 : Amour, Gloire et Beauté : Jonathan Young (Joseph Campanella) (111 épisodes)
- 1997-2002 : JAG : le secrétaire de la NAVY Jason Alexander (Paul Collins) (30 épisodes)
- 1998 : Stargate SG-1 : Dr Timothy Harlow (Scott Hylands) (saison 2, épisode 10)
- 1999 : Melrose Place : Tony Marlin (James Darren) (saison 7)
- 2001-2005 : À la Maison-Blanche : l'assistant secrétaire d'État Bob Slatterly (Thomas Kopache) (15 épisodes)
- 2002 : Inspecteur Barnaby : Dudley Carew (Patrick Godfrey) (saison 5, épisode 4)
- 2003 : Sur écoute : Louis Sobotka (Robert Hogan) (saison 2)
- 2003-2011 : Smallville : Jor-El (Terence Stamp) (voix, saisons 2 à 10 - 23 épisodes)
- 2004 : New York, section criminelle : Dr Edwin Lingard (Kevin Tighe) (saison 3, épisode 20)
- 2004 : NCIS : Enquêtes spéciales : Dr Rutger (Norbert Weisser) (saison 1, épisode 10)
- 2005 : Monk : Zack Hellinghouse (Harve Presnell) (saison 4, épisode 6)
- 2005 : Les Experts : Sherlock Holmes / Dennis Kingsley (Ted Rooney) (saison 5, épisode 11)
- 2005 : New York, cour de justice : Maître d'Salvatore (George Loros) (épisode 1)
- 2006 / 2008 : Entourage : Bob Ryan (Martin Landau) (4 épisodes)
- 2006-2011 : Big Love : Frank Harlow (Bruce Dern) (29 épisodes)
- 2007 : Dr House : Henry Dobson (Carmen Argenziano)  (saison 4)
- 2007 : How I Met Your Mother : lui-même (Bob Barker) (saison 2, épisode 20)
- 2007 : The Black Donnellys : le Père Dufelt (Dick Latessa) (5 épisodes)
- 2007-2009 : Damages : Hollis N. Nye (Philip Bosco) (12 épisodes)
- 2007 / 2009 : The L Word : Preston Gavin (Peter Hanlon) (5 épisodes)
- 2009 : Mad Men : Conrad « Connie » Hilton (Chelcie Ross) (saison 3, 6 épisodes)
- 2010 : Sons of Anarchy : Lumpy Feldstein (Michael Fairman) (saison 3)
- 2010 / 2012 : Breaking Bad : le vieux Joe (Larry Hankin) (saison 3, épisode 6 et saison 5, épisode 1)
- 2010-2013 : Treme : Dr Roger McAlary (Marco St. John) (7 épisodes)
- 2011 : Nick Cutter et les Portes du temps : l'amiral Marston (Bosco Hogan (en))[n 1] (saison 5, épisode 2)
- 2011 : The Hour : Lord Elms (Tim Pigott-Smith) (saison 1)
- 2011-2021 : Shameless : Kermit (Jim Hoffmaster) (69 épisodes)
- 2012 : Grey's Anatomy : Dr Craig Thomas (William Daniels) (5 épisodes)
- 2012 : The Closer : L.A. enquêtes prioritaires : le juge Edward Crosby (James Sikking) (saison 7, épisode 16)
- 2012 : Desperate Housewives : Dr Delson (Robert Pine) (saison 8, épisode 14)
- 2012-2013 : Magic City : Arthur Evans (Alex Rocco) (8 épisodes)
- 2014 : Dallas : Cliff Barnes (Ken Kercheval) (2e voix, saison 3)
- 2014 : Witches of East End : le roi Nikolaus (Steven Berkoff) (5 épisodes)
- 2014 / 2017 : Flynn Carson et les Nouveaux Aventuriers : Judson (Bob Newhart) (3 épisodes)
- 2015 : Brooklyn Nine-Nine : Marvin Miller (Garry Marshall) (saison 2, épisode 16)
- 2015-2016 : Aquarius : le commissaire Garrick (Xander Berkeley) (3 épisodes)
- 2015-2017 : Ballers : le coach Larry Csonka (Larry Csonka) (9 épisodes)
- 2016 : The Big Bang Theory : Theodore, le SDF squatteur (Christopher Lloyd) (saison 10, épisode 10)
- 2016 : The Young Pope : le cardinal Caltanissetta (Toni Bertorelli) (mini-série)
- 2016 : Victoria : Arthur Wellesley, duc de Wellington (Peter Bowles) (1re voix, saison 1)
- 2017 : Les Quatre Filles du docteur March : M. Laurence (Michael Gambon) (mini-série)
- 2017-2018 : Once Upon a Time : Marco / Geppetto (Tony Amendola) (2e voix, saisons 6 et 7)
- 2017-2020 : Dark : Bernd Doppler '86 (Michael Mendl) (4 épisodes)
- 2018 : O Mecanismo : Mário Garcez Brito (Pietro Mário) (5 épisodes)
- 2019 : Chernobyl : Zharkov (Donald Sumpter) (mini-série)

#### Séries d'animation
- 1991-1992 : Les Aventures de Tintin : Nestor et voix additionnelles
- 1998 : Godzilla, la série : voix additionnelles
- 1999 : Hercule : le roi Arismap (épisode 35)
- 2000 : Fantômette : le maire Nadaud
- 2000 : Papyrus : le messager (épisode 41)
- 2009-2015 : Dragon Ball Z Kai : le Tout-Puissant et le narrateur
- 2013 : Archer : James Mason (saison 4, épisode 6)
- 2015-2018 : Dragon Ball Super : le narrateur

### Jeux vidéo
- 2005 : Jade Empire : Maître Sun Li alias Sun Li le Glorieux Stratège ; Rijin le paysan ; Zin Bu
- 2005 : Kameo : Elements Of Power : Ortho et le narrateur
- 2005: Kingdom Hearts II: Sark et le MCP
- 2007 : Assassin's Creed : Garnier de Naplouse
- 2007 : Heavenly Sword : Shen
- 2009 : Cryostasis: Sleep of Reason : le capitaine
- 2009 : Dragon Age: Origins : le gardien du Gantelet
- 2010 : Mafia 2 : Carlo Falcone
- 2011 : The Elder Scrolls V: Skyrim : Dexion Evicus
- 2011 : Star Wars: The Old Republic : Dark Arho
- 2011 : Crysis 2 : Karl-Heinz Rasch
- 2012 : Spider-Man : Aux frontières du temps : J. Jonah Jameson
- 2015 : The Witcher 3: Wild Hunt : Sac-à-Souris et Ermion
- 2016 : World of Warcraft : Legion : Marchevallon Farodin
- 2016 : Final Fantasy XV : voix additionnelles
- 2017 : Prey : Dr Lorenzo Calvino
- 2017 : Gwent: The Witcher Card Game : Sac-à-Souris